# Agar Wynne
Pour les articles homonymes, voir Wynne.
Agar Wynne, né le 15 juillet 1850 à Londres et mort le 12 mai 1934 à Nerrin Nerrin, est un homme politique australien.

## Biographie
Fils de maçon, il naît à Londres mais sa famille émigre dans le Victoria, en Australie, lorsqu'il est enfant. Il est éduqué dans une grammar school anglicane de Melbourne, suit une formation de droit à l'université de Melbourne et devient solliciteur
Il entre au Conseil législatif du Victoria, la chambre haute mais élue au suffrage universel masculin direct du Parlement du Victoria, à l'occasion d'une élection partielle en novembre 1888. Les convictions politiques qu'il défend sont la décentralisation, un gouvernement aux pouvoirs restreints mais régulant les activités des entreprises, la création de pensions de vieillesse et l'adoption du droit de vote des femmes, faisant de lui dans l'ensemble un centriste empruntant des idéaux à la fois au conservatisme et au libéralisme,.
Il démissionne en 1903 mais se présente avec succès en 1906 aux élections fédérales, et devient le député de la circonscription de Balaclava (en) à la Chambre des représentants d'Australie ; il y siège sans étiquette mais est proche du Parti protectionniste. En 1909 il devient membre du nouveau Parti libéral (conservateur, protectionniste), et il quitte définitivement son métier de solliciteur en 1910. Il acquiert une grande propriété agricole à Nerrin Nerrin, près de la petite ville de Streatham (en), dans le Victoria. Il y élève des moutons et des chevaux de course et y crée « un sanctuaire pour la faune sauvage ».
De juin 1913 à septembre 1914 il est le ministre des Postes de l'éphémère gouvernement fédéral de Joseph Cook. Il ne se représente pas aux élections fédérales de 1914, mais obtient un siège à l'Assemblée législative du Victoria en 1917. Il est alors nommé procureur général, ministre des Chemins de fer et vice-président du Comité aux Terres et aux Travaux publics dans l'éphémère gouvernement victorien de John Bowser (en) (de novembre 1917 à mars 1918). Il démissionne du Parlement en 1920, et meurt sur sa propriété de Nerrin Nerrin à l'âge de 83 ans, après plusieurs accidents vasculaires cérébraux,.